# Vincenzo Lapuma
Vincenzo Lapuma (Palermo, 22 januari 1874 - Rome 4 november 1943) was een Italiaans geestelijke en kardinaal van de Rooms-Katholieke Kerk.
Lapuma bezocht het aartsdiocesaan seminarie van Palermo en studeerde vervolgens aan het Pauselijk Romeins Athenaeum San Apollinare in Rome. Hij werd op 13 september 1896 priester gewijd. Meteen daarna doceerde hij aan het Apollinare en werd hij auditor bij de H. Congregatie voor de Bisschoppen. In 1907 werd hij door paus Pius X benoemd tot buitengewoon pauselijk kamerheer. Paus Benedictus XV benoemde hem in 1916 tot secretaris van de H. Congregatie voor de Religieuzen en in 1917 tot pauselijk huisprelaat.
Tijdens het consistorie van 16 december 1935 creëerde paus Pius XI hem kardinaal. De Santi Cosma e Damiano werd zijn titeldiaconie. Hij werd daarop volgend prefect van de Congregatie voor de Religieuzen, hetgeen hij tot zijn dood zou blijven. Hij nam deel aan het conclaaf van 1939 dat leidde tot de verkiezing van paus Pius XII. Lapuma overleed in Rome en werd begraven op Campo Verano.
- Bibliothèque nationale de France: cb16990881f (data)
- Gemeinsame Normdatei: 1126272566
- International Standard Name Identifier: 0000 0004 5299 7332
- Virtual International Authority File: 16144648190994240951
- WorldCat: E39PBJcKJrrJTydpj4GM8XCWjC